# مايك لونجو
مايك لونجو (بالإنجليزية: Mike Longo) هو عازف جاز وعازف بيانو أمريكي، ولد في 19 مارس 1939 في سينسيناتي في الولايات المتحدة.

## وصلات خارجية
- مايك لونجو على موقع IMDb (الإنجليزية)
- مايك لونجو على موقع ميوزك برينز (الإنجليزية)
- مايك لونجو على موقع أول ميوزيك (الإنجليزية)
- مايك لونجو على موقع ديسكوغز (الإنجليزية)